# Ворушило, Виталий Семёнович
Виталий Семёнович Ворушило (бел. Варушыла Віталь, 24.06.1962, Минск) — белорусский шашист и шашечный композитор, спортивный судья, спортивный функционер, спортивный журналист, тренер по шашкам. Заместитель председателя ОО «Белорусская федерация шашек», судья высшей национальной категории по шашкам, мастер спорта СССР по шашкам, мастер ФМЖД
Проживает в г. Минск. По профессии — предприниматель..

## Образование
Закончил Белорусский институт механизации, специальность: инженер-механик

## Спортивная биография
Тренироваться шашкам начал в 12 лет, у мастера Давида Бержеца, после того, как выиграл у своего будущего тренера в сеансе одновременной игры.
Затем перешёл на международные шашки, где тренировался у Михаила Каца.
В 16 лет завоевал бронзовую медаль первенства СССР среди юношей и стал мастером спорта СССР.
В 1982 году дебютировал Чемпионате Белоруссии по шашечной композиции.
В 2010 году дебютировал на  чемпионате Европы по международным шашкам среди мужчин (2010, 22 место).
Бронзовый призёр  чемпионат Белоруссии по международным шашкам (2010)
Бронзовый призёр чемпионата Белоруссии по шашечной композиции (2015, дисциплины дамочные проблемы-64, бразильские проблемы-64
FMJD-Id: 10242

## Журналистская деятельность
Автор рубрик по шашкам в газетах «Спортивная панорама», «Звязда», «Настаўніцкая газета»